# Croton eberhardtii
Espèce
Classification APG II (2003)
Croton eberhardtii est une espèce de plantes à fleurs du genre Croton et de la famille Euphorbiaceae, présente au Viêt Nam.